# 独孤善
独孤善（530年代—570年代），字伏陁，鲜卑名弩引，云中盛乐（内蒙古和林格尔县）人，西魏八大柱国之一独孤信的第二子，独孤伽罗皇后的异母兄。死于北周建德年间（572-578年）。
独孤善家族祖上原是北魏匈奴部落酋长，北魏末年，独孤信抛弃父母妻子随孝武帝元修去长安投奔宇文泰，后成为西魏八大柱国之一。独孤善自幼聪慧，善骑射，以父勋，封为魏宁县公。西魏废帝元年（552年），又以父勋，授骠骑大将军、开府仪同三司，加侍中，进爵长安郡公。
北周立国元年（557年），除河州刺史。不久独孤信因参预楚国公赵贵铲除权臣宇文护，事情泄露后被毒杀，独孤善也被撤职为民。北周武帝保定三年（563年），独孤善被派到龙州任刺史，时龙州蛮任公忻、李国立等聚众为乱，独孤善不能抵御，被和洪取代。天和六年（571年），袭爵河内郡公，食邑二千户。
建德四年（575年），北周武帝东讨北齐，独孤善随行，以功授上开府。寻除兖州刺史，卒于任上，年三十八。赠使持节、柱国、定赵恒沧瀛五州诸军事、定州刺史。

## 家族
- 高祖：有居斤，夫人贺兰氏。
- 曾祖：初豆伐，夫人达奚氏。
- 祖父：库者，夫人费连氏，长乐郡君。
- 父亲：独孤信，夫人如罗氏，广阳郡君，生独孤罗。郭氏生子六人，善、穆、藏、顺、陀、整；崔氏生献皇后独孤伽罗。
- 子：独孤祥，隋千牛备身、奉车都尉生子独孤瑛（588—658），鼎观饶汴定洛果沧八州刺史、冠军县男。独孤瑛女独孤法王、独孤□，独孤□为唐太宗甥段俨原配。
- 子：独孤览，隋北海都尉，太原、天水二郡通守，左翊卫将军。其女独孤大惠，有墓志出土，上载独孤善官爵为：周使持节，柱国，定、赵、恒、沧、瀛、德、洺、贝、冀、相、齐、魏十二州诸军事，定州刺史，河内郡开国公。